# شهرک مدینه
شهرک مدینه (به انگلیسی: Madina Town) یک شهر در پاکستان است که در پنجاب واقع شده‌است.